# Книга Марсова
Не следует путать с «Книгой Марсовой» француза А.М. Малле (рус. изд. июль 1713).
«Книга Марсова», полное название «Книга Марсова или воинских дел от войск Царского Величества Российских во взятии преславных фортификаций, и на разных местах храбрых баталий учиненных над войсками Его Королевского Величества свейского», — собрание реляций и описание боевых столкновений, относящихся к событиям Великой Северной войны (1700—1721). Составлена в царствование Петра Великого, вышла из печати 1 января 1713 года в СПб.; была первой книгой, отпечатанной в санкт-петербургской типографии. Инициатором издания и составителем книги являлся директор типогафии Михаил Аврамов. Одно из первых произведений зарождавшейся в то время русской военной литературы. Переиздавалась в 1766 году.
Изданию книги предшествовала серия гравюрных оттисков, печатание которых началось в 1712 году. Текст первого издания книги (1713) заканчивается реляцией о взятии Ревеля в 1710 году.

## Второе издание
Вторым «тиснением» «Книга Марсова» была напечатана в Петербурге при «морском шляхетском кадетском корпусе» в 1766 году. Это издание имеет 193 страницы и 23 плана-гравюры. «Книга Марсова» 2-го издания включает «юрналы или поденные росписи» и реляции отдельных боевых столкновений с 1702 по 1714 годы и содержит следующие главы:
- описание осады Нотебурга в 1702 г. («Юрнал или поденная роспись, что в мимошедшую осаду под крепостью Нотебургом чинилось. Сентября с 26-го числа в 1702 г.»);
- описание взятия крепости Новых Канец в 1703 г.;
- осада Юрьева в 1704 г.;
- описание действий под Нарвой в 1704 г.;
- реляция «Нитавские осады» в 1705 г.;
- реляция «баталии при Калише» в 1706 г.;
- реляция о «бывшей акции под Добрым» в 1708 г.;
- «Объявление баталии» при Лесной в 1708 г.;
- «Обстоятельная реляция» сражения под Полтавой в 1709 г.;
- реляция действий при городе «Елбинге» в 1710 г.;
- реляции о взятии крепости Выборга в 1710 г.;
- о взятии города «Гексгольма» в 1710 г.;
- «Юрнал о атаке города Риги с цитаделем» в 1709 г.;
- описание взятия «Динаменде Шанца» в 1710 г.;
- реляция о взятии «неприятельской фортеции Аренсбурга» в 1710 г.;
- реляция о «взятии славного города Ревеля» в 1710 г.;
- реляция о «действии войск царского величества, над неприятелем в Голштинии» в 1713 г.;
- юрнал о «марше войск союзных от Фридрихсштата за шведским войском под командою генерала графа Штейнбока, и что чинилось со оным под Тонингом» в 1713 г.;
- реляция о действиях в «Финландии» в 1713 г.;
- описание взятия «Стетина» в 1713 г.;
- реляция о сражении у деревни Лапола в 1714 г.;
- реляция о «случившейся морской баталии между российскою авангардиею и шведскою ескадрою» в 1714 г.

Все перечисленные главы «Книги Марсовой», иногда очень короткие, содержат прекрасно гравированные, наглядные планы.

## Гравёры
- Алексей Зубов (1682—1751);
- Голландец Яков Кейзер (Keyser)[4];
- Павел Тамес (Tamesz)[5]